# Jagdgeschwader 26
26-я истребительная эскадра «Шлагетер» (нем. Jagdgeschwader 26 «Schlageter», (JG26)) — эскадра истребителей люфтваффе. Получила своё наименование в честь немецкого активиста Альберта Шлагетера. Являлась одной из двух эскадр, основная служба которых прошла на Западном фронте.

## История
Эскадра была сформирована в 1938—1939 годах из частей, дислоцированных в Рейнланде и первое время состояла из двух групп и штаба полка.
В 1939—1940 годах эскадра участвовала в боях на Западном фронте во время Странной войны.
В начале 1940 года была сформирована третья группа — III./JG26, после чего JG26 участвовала во Французской кампании, а позже и в Битве за Британию, базируясь в покоренной Франции.
В апреле 1941 года одна из эскадрилий эскадры — 7./JG26 была переведена на Средиземное море, на Сицилию и участвовала в налетах на Мальту.
В августе 1942 года основная часть эскадры участвовала в сражениях над Дьепом.
В начале 1943 года первая группа — I./JG26 была направлена на Восточный фронт, где провоевала до лета.
Летом 1944 года эскадра участвовала в боях во Франции, затем в Голландии.
В конце войны оказалась на севере Германии.

## Состав эскадры

### Geschwaderkommodoren (командиры эскадры)
| командующий                    | период                                | примечания                                                             |
| ------------------------------ | ------------------------------------- | ---------------------------------------------------------------------- |
| оберст Эдуард риттер фон Шляйх | 1 мая — 9 декабря 1939 года           | назначен начальником Jagdfliegerschule 5                               |
| майор Ганс-Хуго Витт           | 14 декабря 1939 — 23 июня 1940 года   | переведен в штаб Второго воздушного флота                              |
| майор Готхардт Хандрик         | 24 июня — 21 августа 1940 года        | назначен военно-воздушным атташе при немецком посольстве в Румынии     |
| оберстлейтенант Адольф Галланд | 22 августа 1940 — 5 декабря 1941 года | назначен инспектором истребительной авиации                            |
| майор Герхард Шёпфель          | 6 декабря 1941 — 10 января 1943 года  | назначен командиром Jafü Süditalien                                    |
| оберст Йозеф Приллер           | 11 января 1943 — 27 января 1945 года  | назначен инспектором дневной истребительной авиации на Западном фронте |
| майор Франц Гётц               | 28 января — 7 мая 1945 года           |                                                                        |

### Gruppenkommandeure I./JG26 (командиры группы I./JG26)
| командующий             | период                              | примечания                                              |
| ----------------------- | ----------------------------------- | ------------------------------------------------------- |
| майор Готхардт Хандрик  | 1 мая 1939 — 23 июня 1940 года      | назначен командиром эскадры                             |
| гауптман Курт Фишер     | 24 июня — 21 августа 1940 года      |                                                         |
| гауптман Рольф Пингель  | 22 августа 1940 — 10 июля 1941 года | попал в плен                                            |
| майор Йоханнес Зайферт  | 11 июля 1941 — 31 мая 1943 года     | назначен начальником немецкой военной миссии в Болгарии |
| гауптман Фриц Лозигкейт | 1 — 22 июня 1943 года               | назначен командиром III./JG51                           |
| гауптман Карл Боррис    | 23 июня 1943 — 14 мая 1944 года     | ранен                                                   |
| гауптман Герман Штайгер | 15 мая — 31 июля 1944 года          | назначен командиром II./JG1                             |
| майор Карл Боррис       | 1 августа 1944 — 7 мая 1945 года    |                                                         |

### Gruppenkommandeure II./JG26 (командиры группы II./JG26)
| командующий                       | период                                 | примечания                            |
| --------------------------------- | -------------------------------------- | ------------------------------------- |
| гауптман Вернер Пальм             | 1 мая — 27 июня 1939 года              |                                       |
| гауптман Хервиг Кнюппель          | 28 июня 1939 — 19 мая 1940 года        | погиб                                 |
| и. о. гауптман Карл Эббигхаузен   | 20 — 31 мая 1940 года                  | командир 4./JG26                      |
| гауптман Эрих Ноак                | 1 июня — 24 июля 1940 года             | погиб                                 |
| гауптман Карл Эббигхаузен         | 25 июля — 16 августа 1940 года         | погиб                                 |
| гауптман Эрих Боде                | 17 августа — 3 октября 1940 года       |                                       |
| гауптман Вальтер Адольф           | 4 октября 1940 — 18 сентября 1941 года | погиб                                 |
| гауптман Иоахим Мюнхеберг         | 19 сентября 1941 — 21 июля 1942 года   | назначен в штабное звено эскадры JG51 |
| гауптман Конни Майер              | 22 июля 1942 — 2 января 1943 года      |                                       |
| майор Вильгельм-Фердинанд Галланд | 3 января — 17 августа 1943 года        | погиб                                 |
| гауптман Ганс Нойман              | 18 августа — 8 сентября 1943 года      | возвращен на пост командира 6./JG26   |
| майор Йоханес Зайферт             | 9 сентября — 25 ноября 1943 года       | погиб                                 |
| майор Вильгельм Гэт               | 26 ноября 1943 — 1 марта 1944 года     | ранен                                 |
| гауптман Ганс Нойман              | 2 марта — 28 июня 1944 года            |                                       |
| гауптман Эмиль Ланг               | 29 июня — 3 сентября 1944 года         | погиб                                 |
| гауптман Георг-Петер Эдер         | 4 сентября — 8 октября 1944 года       | назначен командиром 1./Kdo Nowotny    |
| майор Антон Хакль                 | 9 октября 1944 — 29 января 1945 года   | назначен командиром JG300             |
| обер-лейтенант Вальдемар Раденер  | 30 января — 22 февраля 1945 года       | назначен командиром II./JG300         |
| гауптман Пауль Шаудер             | 23 февраля — 1 мая 1945 года           | сбит и попал в плен                   |

### Gruppenkommandeure III./JG26 (командиры группы III./JG26)
| командующий                | период                                | примечания                  |
| -------------------------- | ------------------------------------- | --------------------------- |
| гауптман Вальтер Кинитц    | 23 сентября — 31 октября 1939 года    |                             |
| майор Эрнст фон Берг       | 1 ноября 1939 — 5 июня 1940 года      |                             |
| майор Адольф Галланд       | 6 июня — 20 августа 1940 года         | назначен командиром эскадры |
| майор Герхард Шёпфель      | 21 августа 1940 — 5 декабря 1941 года | назначен командиром эскадры |
| гауптман Йозеф Приллер     | 6 декабря 1941 — 10 января 1943 года  | назначен командиром эскадры |
| гауптман Фриц Гейсхардт    | 11 января — 6 апреля 1943 года        | погиб                       |
| гауптман Курт Рупперт      | 7 апреля — 13 июня 1943 года          | погиб                       |
| гауптман Рольф Хермихен    | 15 июня — 4 июля 1943 года            | назначен командиром 3./JG26 |
| майор Клаус Митуш          | 5 июля 1943 — 17 сентября 1944 года   | погиб                       |
| гауптман Пауль Шаудер      | 18 — 26 сентября 1944 года            |                             |
| гауптман Вальтер Крупински | 27 сентября 1944 — 25 марта 1945 года |                             |

## Кавалеры Рыцарского креста награждённые в JG 26
| дата                  | звание           | имя                         | часть     |     | кол-во | примечания |
| --------------------- | ---------------- | --------------------------- | --------- | --- | ------ | ---------- |
| 11 сентября 1940 года | гауптман         | Герхард Шёпфель             | III./JG26 | РК  | 20     |            |
| 14 сентября 1940 года | обер-лейтенант   | Йоахим Мюнхеберг            | 7./JG26   | РК  | 20     |            |
| 14 сентября 1940 года | гауптман         | Рольф Пингель               | I./JG26   | РК  | 20     |            |
| 25 сентября 1940 года | майор            | Адольф Галланд              | JG26      | ДРК | 40     |            |
| 4 октября 1940 года   | обер-лейтенант   | Густав Шприк                | 8./JG26   | РК  | 20     |            |
| 5 ноября 1940 года    | обер-лейтенант   | Гейнц Эбелинг               | 9./JG26   | РК  | 18     |            |
| 13 ноября 1940        | гауптман         | Вальтер Адольф              | II./JG26  | РК  | 15     |            |
| 7 мая 1941 года       | обер-лейтенант   | Йоахим Мюнхеберг            | 7./JG26   | ДРК | 40     |            |
| 21 июня 1941 года     | майор            | Адольф Галанд               | JG26      | МРК |        |            |
| 20 июля 1941 года     | обер-лейтенант   | Йозеф Приллер               | 1./JG26   | ДРК | 40     |            |
| 21 августа 1941 года  | обер-лейтенант   | Йоханнес Шмидт              | JG26      | РК  |        |            |
| 7 июня 1942 года      | гауптман         | Йоханнес Зейферт            | I./JG26   | РК  | 34     |            |
| 18 мая 1943 года      | гауптман         | Вильгельм-Фердинанд Галланд | II./JG26  | РК  | 40     |            |
| 29 августа 1943 года  | обер-фельдфебель | Адольф Глунц                | 4./JG26   | РК  | 40     |            |
| 26 марта 1944 года    | гауптман         | Клаус Митуш                 | III./JG26 | РК  | 60     |            |
| 9 июня 1944 года      | обер-лейтенант   | Карл Виллиус                | 2./JG26   | РК  | 50     | посмертно  |
| 24 июня 1944 года     | лейтенант        | Адольф Глунц                | 5./JG26   | ДРК | 65     |            |
| 2 июля 1944 года      | оберст-лейтенант | Йозеф Приллер               | JG26      | МРК | 100    |            |
| 24 октября 1944 года  | обер-лейтенант   | Вильгельм Хофманн           | 8./JG26   | РК  | 40     |            |
| 18 ноября 1944 года   | майор            | Клаус Митуш                 | III./JG26 | ДРК | 75     | посмертно  |
| 25 ноября 1944 года   | майор            | Карл Боррис                 | I./JG26   | РК  | 41     |            |
| 26 ноября 1944 года   | обер-лейтенант   | Герхард Фогт                | 5./JG26   | РК  | 46     |            |
| 16 декабря 1944 года  | лейтенант        | Йохан-Герман Мейер          | 1./JG26   | РК  | 77     | посмертно  |
| 12 марта 1945 года    | лейтенант        | Вальтер Майер               | 8./JG26   | РК  | 27     | посмертно  |
| 20 апреля 1945 года   | обер-лейтенант   | Ганс Дортенманн             | 3./JG26   | РК  | 35     |            |
| 20 апреля 1945 года   | лейтенант        | Альфред Гросс               | II./JG26  | РК  | 52     |            |

Легенда:
- дата — дата награждения
- звание — звание награждаемого
- имя — имя награждаемого
- часть — подразделение, где служил
- кол-во — количество побед на момент награждения
- РК — рыцарский крест
- ДРК — рыцарский крест с дубовыми листьями
- МРК — рыцарский крест с дубовыми листьями и мечами
- БРК — рыцарский крест с дубовыми листьями, мечами и бриллиантами

### Потери людского состава JG26
763 погибли
67 попали в плен
больше 300 ранены в бою
больше 100 ранены в авариях и инцидентах